# Pattinaggio a rotelle ai XVII Giochi panamericani
Il pattinaggio a rotelle ai XVII Giochi panamericani si è svolto a Toronto, in Canada, dall'11 al 13 luglio 2015. Erano previste due specialità diverse, gare di velocità e pattinaggio artistico, per un totale di otto podi finali di cui quattro maschili e quattro femminili. Le gare di velocità si disputarono al Toronto Pan Am Sports Centre, quelle artistiche al Direct Energy Centre.

## Calendario
Tutti gli orari secondo il Central Standard Time (UTC-5).
| Data          | Inizio   | Evento                 | Fase            |
| ------------- | -------- | ---------------------- | --------------- |
| Sab 11 luglio |          |                        |                 |
| Artistico     |          |                        |                 |
| 18:20         | Donne    | Programma corto        |                 |
| 19:06         | Uomini   | Programma corto        |                 |
| Dom 12 luglio | 18:05    | Donne                  | Programma lungo |
| Dom 12 luglio | 19:04    | Uomini                 | Programma lungo |
| Dom 12 luglio | Velocità |                        |                 |
| Dom 12 luglio | 09:05    | 500m Uomini/Donne      | Qualifiche      |
| Dom 12 luglio | 16:05    | 200m cronometro Donne  | Finali          |
| Dom 12 luglio | 16:55    | 200m cronometro Uomini | Finali          |
| Lun 13 luglio | 11:12    | 500m Donne             | Finale          |
| Lun 13 luglio | 11:17    | 500m Uomini            | Finale          |
| Lun 13 luglio | 16:35    | 10000m Donne           | Finale          |
| Lun 13 luglio | 17:14    | 10000m Uomini          | Finale          |

## Risultati

### Uomini
| Evento             | Oro             | Argento            | Bronzo         |
| Velocità           |                 |                    |                |
| 200m cronometro    | Emanuelle Silva | Pedro Causil       | Jorge Martínez |
| 500m               | Pedro Causil    | Ezequiel Capellano | Jorge Martínez |
| 10000m punti       | Mike Paez       | Juan Sebastian Paz | Jordan Belchos |
| Artistico          |                 |                    |                |
| Pattinaggio libero | Marcel Sturmer  | John Burchfield    | Diego Duque    |

### Donne
| Evento             | Oro            | Argento              | Bronzo             |
| Velocità           |                |                      |                    |
| 200m cronometro    | Hellen Montoya | Ingrid Factos        | María José Moya    |
| 500m               | Hellen Montoya | Erin Jackson         | Ingrid Factos      |
| 10000m punti       | Maira Arias    | Emma Clare Townshend | Darian O'Neil      |
| Artistico          |                |                      |                    |
| Pattinaggio libero | Giselle Soler  | Talitha Haas         | Marisol Villarroel |

## Medagliere
| Posizione | Nazione     | Oro | Argento | Bronzo | Totale |
| --------- | ----------- | --- | ------- | ------ | ------ |
| 1         | Colombia    | 3   | 2       | 1      | 6      |
| 2         | Argentina   | 2   | 1       | 0      | 3      |
| 3         | Brasile     | 1   | 1       | 0      | 2      |
| 4         | Messico     | 1   | 0       | 2      | 1      |
| 4         | Cile        | 1   | 0       | 2      | 3      |
| 6         | Ecuador     | 0   | 2       | 1      | 3      |
| 6         | Stati Uniti | 0   | 2       | 1      | 3      |
| 8         | Canada      | 0   | 0       | 1      | 1      |
| Totale    | Totale      | 8   | 8       | 8      | 24     |